# Stadio Marc'Antonio Bentegodi
Stadionul Marc'Antonio Bentegodi este un stadion multifuncțional din Verona, Italia, dar care este folosit în principiu pentru fotbal. Pe acest stadion joacă echipele de fotbal Hellas Verona FC și AC Chievo Verona. Acest stadion are o capacitate de 39.211 locuri.